# 香辛料貿易

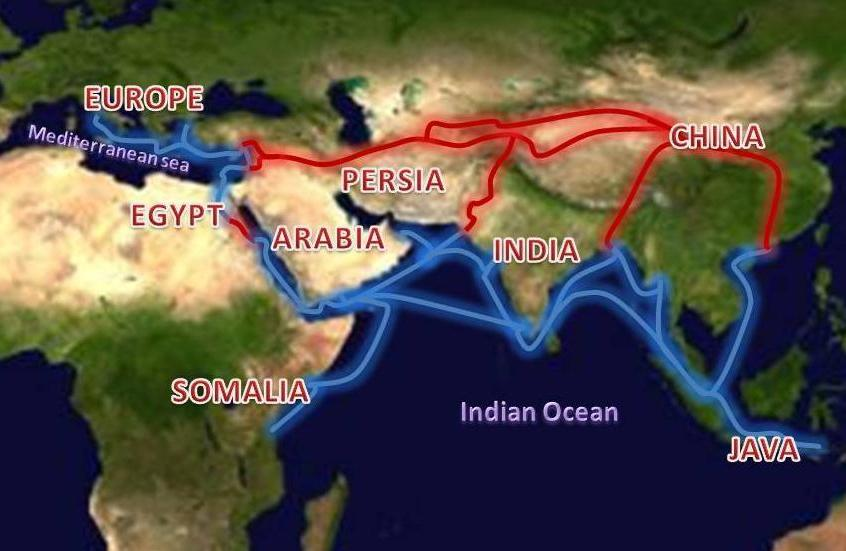
経済的に重要なシルクロード（赤）と香辛料貿易のルート（青）は、オスマン帝国時代に遮断される。1453年の東ローマ帝国の崩壊は、アフリカ航路開拓のための探検を促し、大航海時代を引き起こした。

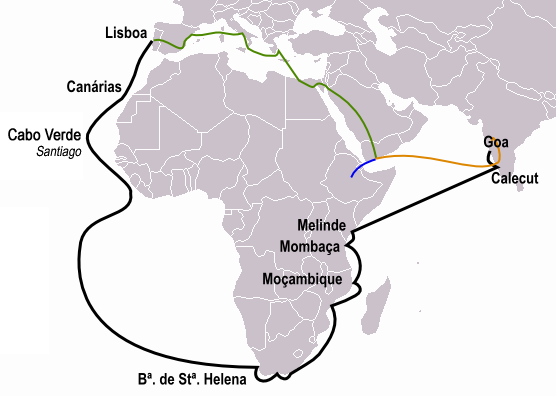
1498年におけるヴァスコ・ダ・ガマの航海ルート（黒）。緑線は通常のルートであり、橙線は1488年のペロ・ダ・コビリャの旅程、青線はアフォンソ・デ・パイヴァの旅程である。

香辛料貿易（こうしんりょうぼうえき）は、香辛料、香、ハーブ、生薬及びアヘンなどを対象とした、古くから行われていた貿易（交易）のことである。アジア圏は古代から香辛料貿易に関わり、古代ギリシャ・ローマとも、ローマ-インドルートと香の道 (Incense Route)  を通して取引を行った。ローマ-インドルートはアクスム王国（BC5世紀-AD11世紀）が1世紀以前に開拓した紅海航路を用いるなど海洋国家に依存した。7世紀中頃、発達したイスラム圏がエジプトとスエズを結ぶ隊商路を遮断してしまうと、アクスム王国（及びインド）は、ヨーロッパ貿易圏から離れてしまった。
アラブの貿易商は、レバント地方とヴェネツィアの商人を通してヨーロッパと取引を続けた。当初は、陸上ルートが香辛料貿易の主要なルートであったが、これは海上ルートによる商業活動の急激な成長にも繋がった。中世中期から終わりにかけて、香辛料貿易においてイスラムの貿易商達がインド洋航路を支配し、極東の資源地開発を行った。彼らはインド洋航路を通して、インドの貿易市場からヨーロッパへの陸上ルートに繋がるペルシア湾や紅海に向かって香辛料を輸送した。このようにアラブの貿易商達が香辛料貿易を支配したが、1453年にオスマン帝国が東ローマ帝国を滅ぼし、地中海の制海権を得ると、これらを通る交易路に高い関税をかけたため、アラブ商人主導の貿易は衰退していく。
大航海時代に入ると貿易は一変する。香辛料貿易（特にコショウ）は、大航海時代を通してヨーロッパの貿易商たちの主要な活動となった。1498年にヴァスコ・ダ・ガマが喜望峰経由によるヨーロッパ-インド洋航路を発見し、新しい通商航路を開拓すると、ヨーロッパ人が直接インド洋始め東洋に乗り込んでいった。特にポルトガルはいわゆるポルトガル海上帝国を築き、当時の交易体制を主導した。
この大航海時代の貿易（中世の終わりから近世にかけての世界経済）は、東洋におけるヨーロッパ優位の時代を作った。国家は貿易の支配を目指して香辛料交易路を巡って戦ったが、それは例えばベンガル湾航路のように、様々な文化の交流、あるいは文化間の貿易取引を橋渡しする役割も持った。だが、ヨーロッパ支配地は発展するのが遅れた。ポルトガルは、自身の影響下にあった古代のルートや港湾、支配の難しい国を用いる交易路に制限や限定を行った。オランダは（時間はかかるが）インドネシアのスンダ海峡と喜望峰を直接結ぶ遠洋航路を開拓してポルトガルの支配する海域を避け、これら多くの問題を回避した。

## 前史

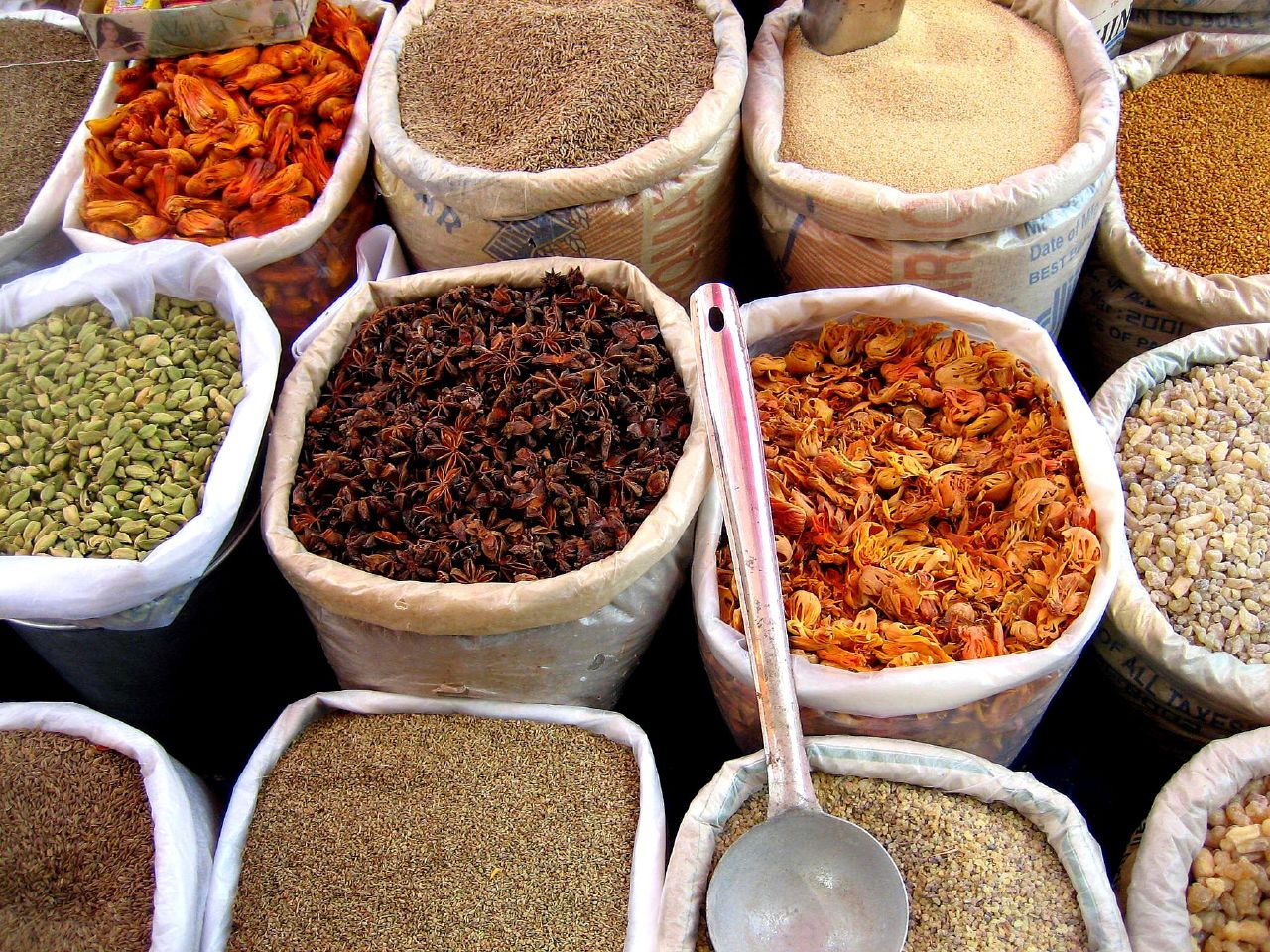
インドとの香辛料貿易はプトレマイオス朝、続いてローマ帝国に関心を持たれた。

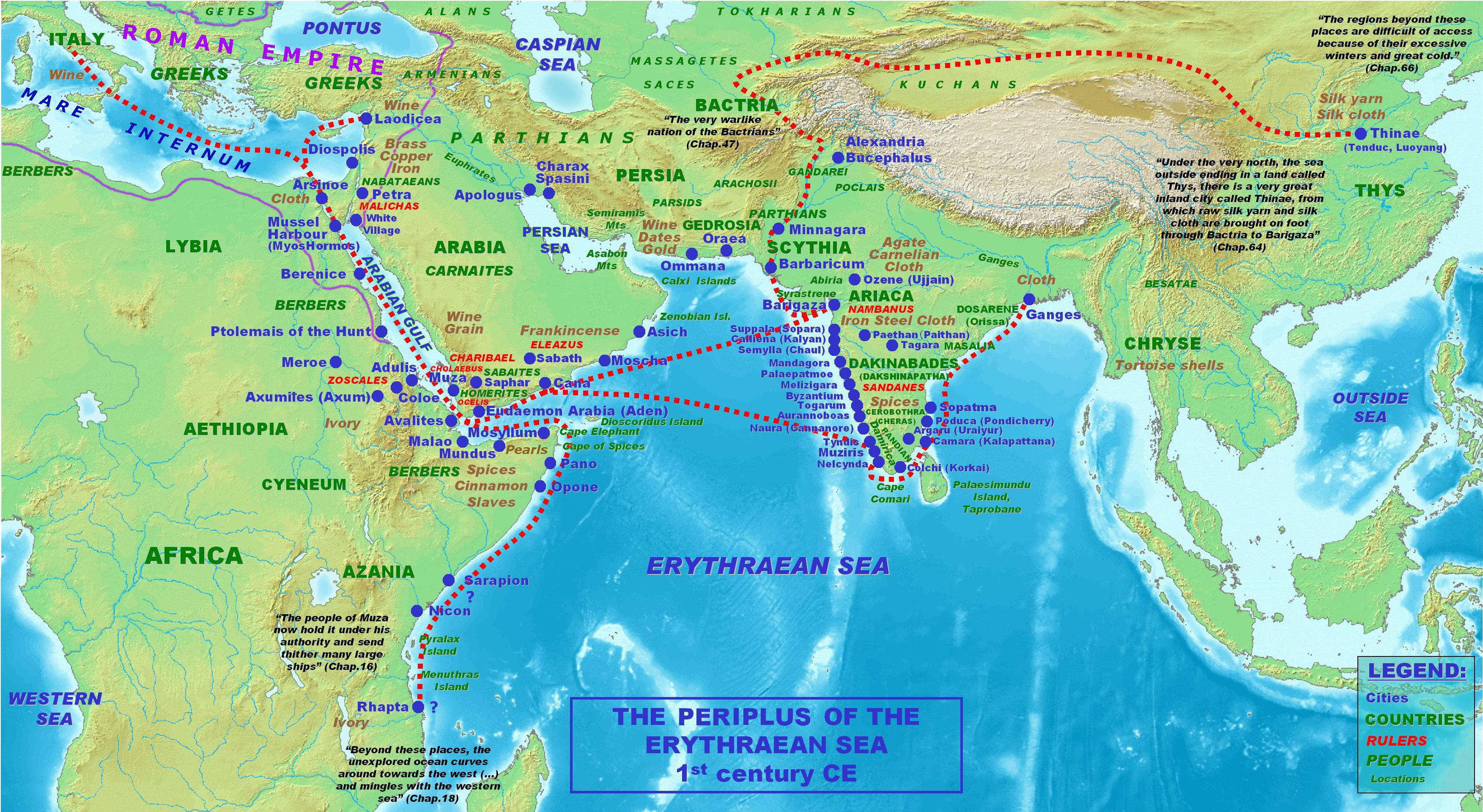
『エリュトゥラー海案内記』に基づいたインド洋（Erythraean Sea）における1世紀のローマ・インド間貿易のルート。

シナモンやカッシア（桂皮）、カルダモン、ショウガ、ウコンなどの香辛料は、古くから東洋の国々では取引されていた。これらの香辛料は紀元前には中東に届いたが、商人達によって香辛料の正体は秘匿され、空想的な物語が創られた。エジプト人は、プント人の土地やアラビアから輸入した香辛料を紅海で取引した。香の道を通して取引された高級品には、インドの香辛料、コクタン、絹、上質の織物などがある。香辛料貿易は早くから陸上の交易路が利用されていたが、海上交易路が陸上交易路を発達させる手助けをしたことがわかっている。プトレマイオス朝は紅海の港を使用するインドとの貿易を活発化させた。
ローマエジプト（アエギュプトゥス）が誕生すると、ローマ人は既存の貿易をさらに発達させた。ローマ-インドルートは、1世紀より前に紅海ルートを開拓したアクスム王国の海洋技術と貿易力に依存していた。紀元前30年から西暦10年頃にローマとアクスムは交流を始め、アクスムはアラビア海の季節風を利用する交易知識をローマ商人と共有した。この親密な関係は7世紀中頃まで続いた。
紀元前80年には、アレキサンドリアがギリシャ・ローマ圏に入るインド産香辛料の有力な交易の中心地となった。インドの船はエジプトに向けて出航した。南アジアの海上貿易ルートは1つの有力な勢力の支配下にあったわけでは無かったが、東洋の香辛料は様々なシステムを通して、主要な香辛料貿易港であるインドのカリカットに運ばれた。
『The Cambridge History of Africa（ケンブリッジ大学 アフリカの歴史）』(1975)によれば
| 「 | The trade with Arabia and India in incense and spices became increasingly important, and Greeks for the first time began to trade directly with India. The discovery, or rediscovery, of the sea-route to India is attributed to a certain Eudoxos, who was sent out for this purpose towards the end of the reign of Ptolemy Euergetes II (died 116 BC). Eudoxos made two voyages to India, and subsequently, having quarrelled with his Ptolemaic employers, perished in an unsuccessful attempt to open up an alternative sea route to India, free of Ptolemaic control, by sailing around Africa. The establishment of direct contacts between Egypt and India was probably made possible by a weakening of Arab power at this period, for the Sabaean kingdom of South-western Arabia collapsed and was replaced by Himyarite Kingdom around 115 BC. Imports into Egypt of cinnamon and other eastern spices, such as pepper, increased substantially, though the Indian Ocean trade remained for the moment on quite a small scale, no more than twenty Egyptian ships venturing outside the Red Sea each year. | 」 |

インドとギリシャ・ローマ圏の貿易は増加し続けた。この貿易においてインドから西方世界に輸出する主な物産は香辛料であり、絹や他の交易品は無視されていた。
ジャワ島やボルネオ島などにインドの文化が流入した際には、香料が求められた。これら貿易の拠点から、後に中国やアラブの市場にも交易品が供給されるようになった。ギリシャの『エリュトゥラー海案内記』には、大きな船が東のKhruseに航海していく、いくつかのインドの港を命名している。
イスラム教が誕生する以前のメッカ人は、ローマとの高級品の貿易で、古いルートである香の道を使用し続けた。メッカ人が関わった輸出品は、アラビアの乳香、東アフリカの象牙と金、インド産の香辛料、中国の絹など、変わらない交易品が扱われた。

## アラブの貿易と中世ヨーロッパ

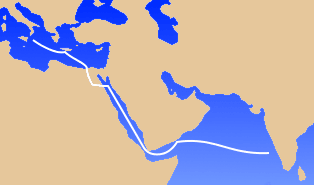
紅海を用いたルートはイタリアと南インドを結んでいた。

ローマは5世紀に香辛料貿易の一端を担ったが、アラビアの国と違い、その役割を中世まで持続させることはできなかった。イスラム教の成長が、エジプトとスエズを結んでいた陸上交易路を塞いだことにより、アラブの貿易商人たちは、レバント地方経由でヨーロッパとの貿易を続けた。
東南アジアとインドの交易は、7-8世紀の間にかけて、アラビアとペルシアの商人にも重大な影響があったことがわかっている。アラブの貿易商はインド洋航路を支配し、秘匿されていた「香辛料諸島（Spice Islands）」（モルッカ諸島 やバンダ諸島）のような極東の資源地を開発した。モルッカ諸島に関していくつか言及された史料がある。中国では『梁書』「海南伝」にモルッカ諸島を指すと見られる「馬五国」という名称が記録されており、中国人海商が海外飛躍した元代に書かれた『島夷誌略』には、モルッカ諸島へ至る航海についても触れられている。ジャワの年代記（1365）は、モルッカとマロコ（Maloko） について言及しており、14-15世紀における最初の明確なアラブ人とモルッカ諸島の関係を含んでいる。また、スライマ・アル=マール（Sulaima al-Mahr）は「（ビャクダンが見つかった）ティモール島の西にバンダ諸島があり、ここではナツメグとメースが手に入る。このクローブの島はマルク島（Maluku）と呼ばれている。」と言及している。
マルクで採れたクローブは、船でカリカットのような港町とスリランカを経由して、インドの市場で取引された。そこから、アラビアの港に向かって貿易品は出荷された。ペルシャ湾のホルムズ王国(en:Ormus)や紅海のジェッダ、稀に東アフリカまで、葬儀を含めた様々な用途のために用いられた。アッバース朝は、インドや中国との貿易のため、アレクサンドリア、ディムヤート、アデン、シーラーフを通開港として用いた。インドから港湾都市のアデンにやってきた商人達は、交易品の麝香、樟脳、龍涎香、ビャクダンをイブン・ジヤド（イエメンのサルタン）に税として貢納した。
インドの香辛料輸出については、Ibn Khurdadhbeh (850)、al-Ghafiqi (1150)、Ishak bin Imaran (907)、Al Kalkashandi (14世紀)などの著書で言及されている。インドを旅した中国人の三蔵法師は、「商人達は遠い国へ出発する」とプリーの町について言及している。
アラビアからの陸上交易路は、地中海沿岸に通じていた。8世紀から15世紀にかけて、ヴェネツィア共和国他イタリア海洋都市国家がヨーロッパと中東の貿易を独占した。絹と香辛料貿易（香辛料、香、ハーブ、生薬、アヘン）で、これら地中海の都市国家は驚異的な繁栄を成し遂げた。香辛料は中世に医療品として需要があり、高価な商品であった。これらはアジアとアフリカからの輸入に限られた。ヴェネツィア商人は、陸路と海路を結ぶ重要な交易地点から他のヨーロッパ人を締め出し、ヨーロッパ中に貿易品を流通させた。この体制はオスマン帝国の台頭で、1453年にコンスタンティノープルが陥落するまで続いた（コンスタンティノープルの陥落）。

## 大航海時代：新規航路の開拓と新世界の発見

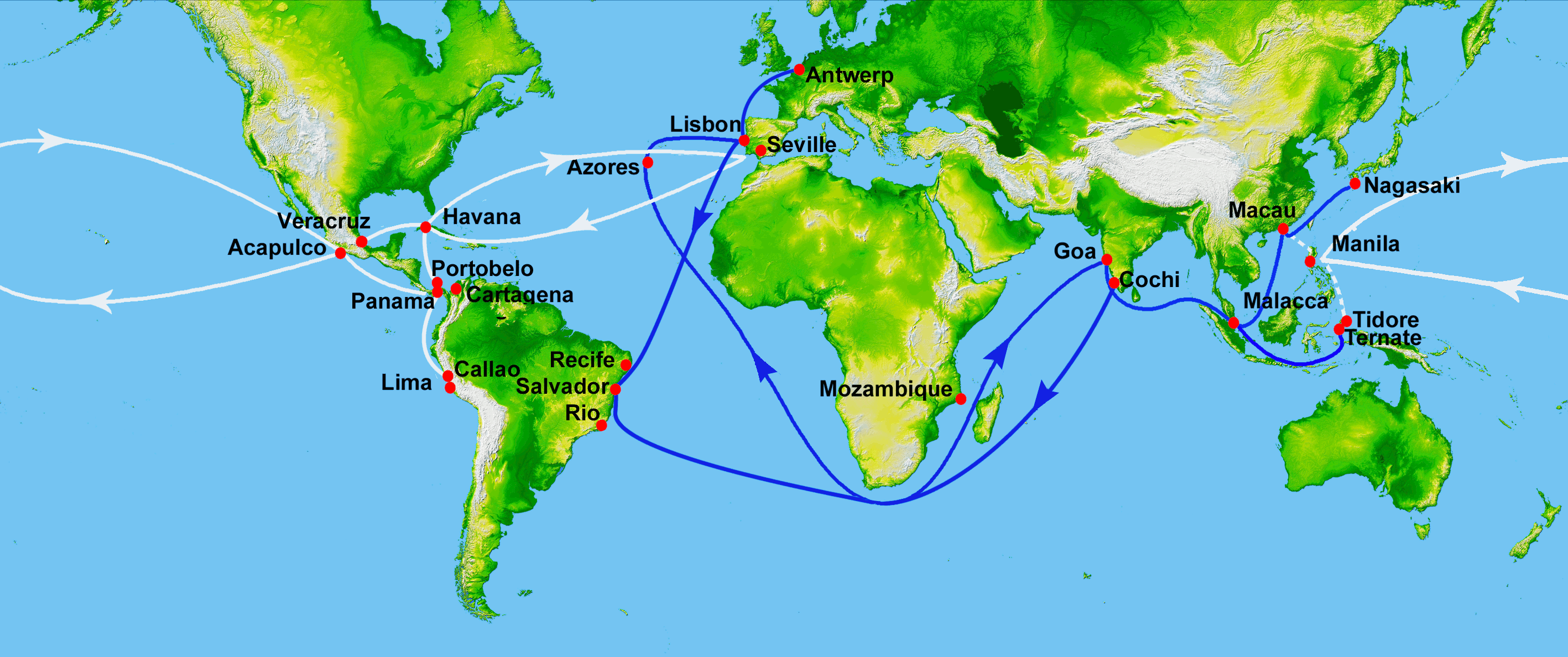
ポルトガルのインド艦隊の貿易ルート（青）。1498年のヴァスコ・ダ・ガマの旅程とそのマニラ・ガレオン及びスペインインディアス艦隊が1568年に確立したルート（白）。

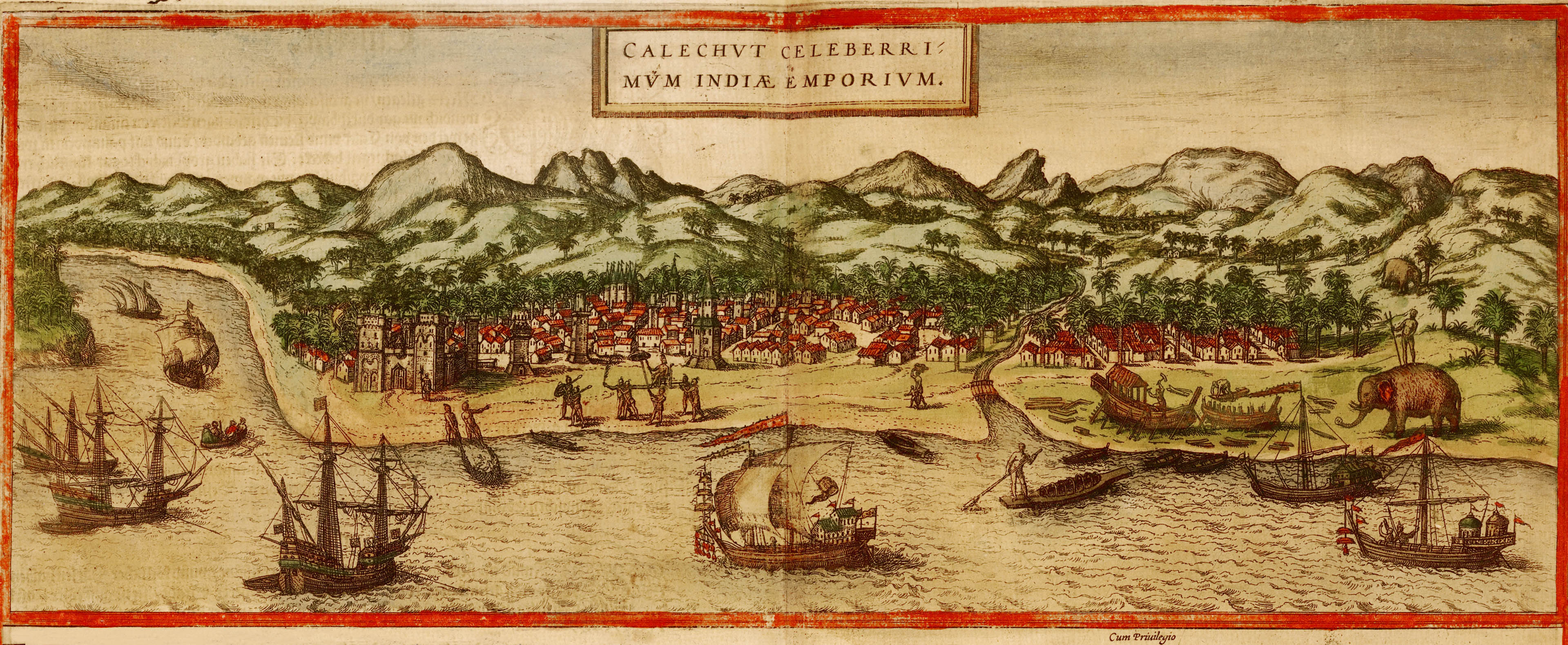
ゲオルク・ブラウンとフランツ・ホーゲンベルクの地図より、1572年におけるインドのカリカットのイメージ。

ヴェネツィア共和国は地中海における香辛料貿易の独占を通じ、高い国力とヨーロッパ列強内での重要な地位を確保するようになった。他の強国は、ヴェネツィアの独占体制を崩すため、海外進出を図り始めた。その中の重要な成果の1つは、ヨーロッパ人探検家によるアメリカ大陸の発見であった。15世紀中頃まで、東洋との貿易はシルクロードを通して行われ、ヴェネツィアやジェノバといったイタリアの海洋都市国家や東ローマ帝国が中間商人として活躍していた。しかし、1453年にオスマン帝国がコンスタンティノープルを占領したため、東ローマ帝国の支配は消滅した。オスマン帝国は、当時存在した香辛料貿易の航路を独占したことで、香辛料貿易で優位に立ち、西方へ運ばれる交易品に非常に高い税を課した。拡大する非キリスト教圏に、莫大な利益を生む東方貿易を左右されたくない西洋のヨーロッパ人たちは、直接インドに至る航路の開拓に取りかかった。
最初に、アフリカ周航を試みた国はポルトガルであった。15世紀前半以降、ポルトガルはエンリケ航海王子の下、北アフリカの探検を始めた。1488年、ポルトガルのバルトロメウ・ディアスが初めて喜望峰に到達したことや、インドへの航路開拓による貿易独占の目論みから海洋進出は勢いづいていった。それから9年後の1497年、マヌエル1世に命じられ、4隻の船団を率いて出航したヴァスコ・ダ・ガマは、喜望峰を一周し、アフリカ東海岸、マリンディ、そしてインド洋を横切ってインド南部のケララ州の都市・カリカットに到達した。インドの富を得るため、ヨーロッパ人は調査を行い始めた。ポルトガル帝国はヨーロッパの国で最も早く香辛料貿易によって海洋帝国を築きあげた。
この間に、スペインやポルトガル王家の依頼を受けた探険家達は新世界を発見していた。最も早かったクリストファー・コロンブスは、1492年に西回りインド航路を開拓しようとし、現在のバハマにあたる島に到達した。インドでは無かったが、彼はインドに到達したと思い込んでしまい、先住民を「インディアン」と呼んだ。そのちょうど8年後の1500年、ポルトガルの海洋探検家であるペドロ・アルヴァレス・カブラルは、ヴァスコ・ダ・ガマのインド航路を辿ってインドへ向かおうとしたが、西に流され、現在のブラジルに漂着した。新天地の領有権を宣言した後、カブラルはインドへの旅を再開し、9月にインドへ到達して、1501年までにポルトガルに帰港した。
この頃、アフリカを周る海路はポルトガルの完全な支配下にあった。だから、もしスペインが貿易でポルトガルに対抗するつもりであるならば、代替航路を見つける必要があった。その最も早い試みがコロンブスによる西回り航路の開拓であったが、そのかわり彼はヨーロッパとアジアの間に未知の大陸を発見することができた。これらスペインの試みが最終的に成功するのはフェルディナンド・マゼランによってである。1520年10月21日、彼の探検隊は、現在マゼラン海峡として知られる海域を横断し、アメリカ太平洋沿岸を探検し、1521年3月16日にはフィリピンに到達する。この地でマゼランは原住民に殺害されるが探検隊はその後もモルッカ諸島を目指し、同年11月8日、テルナテ島に到達する。これは事実上、最初の西回り香辛料通商航路を確立したということであった。1522年、生き残った船はスペインに帰還し、その生存者達は世界初の世界一周を成し遂げた人間となった。

## 植民地主義下での貿易

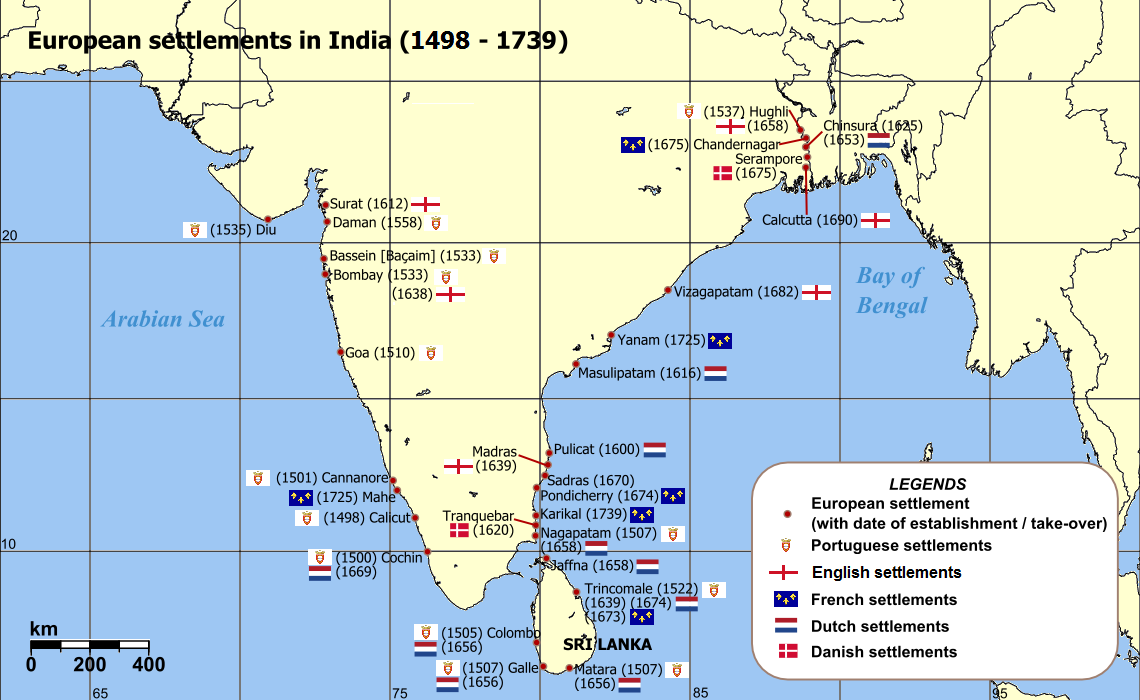
インドにおけるヨーロッパ人入植地

2002年度版ブリタニカ百科事典には「フェルディナンド・マゼランは、1519年にスペインの依頼を受け探検を開始した。彼の指揮下には5隻いたが、唯一ヴィクトリア号のみがスペインへ帰還した。しかし、クローブを積み意気揚々とした帰還だった。」と記述されている。
オランダは東南アジアへ向けた遠征のため、アムステルダムを出発する(1595年4月)。1598年に出航した別のオランダの輸送船団は、600,000ポンドの香辛料と他の東インドの交易品を持ち帰った。そしてオランダ東インド会社はクローブやナツメグの生産国の指導者と協力関係を築いた。イギリス東インド会社は17世紀前半にかなりの量の香辛料を輸出した。
2002年度版ブリタニカ百科事典によると
| 「 | In 1602 the Dutch East India Company came into existence by authority of the Estates-General of the Netherlands. In 1664 the French East India Company was organized by state authorization under Louis XIV. Other European nations granted charters to East India companies with varying success. There followed struggles and conquests to gain advantage and monopolistic control of the trade. For more than 100 years Portugal was the dominant power, eventually yielding to English and Dutch enterprise and conquest; by the 19th century British interests were firmly rooted in India and Ceylon, and the Dutch were in control over the greater part of the East Indies. | 」 |

激化した競争は、対立国に香辛料貿易支配のための軍事行動を起こし始めた。1641年、ポルトガル領であったモルッカ諸島は、オランダに占領された。オランダは貿易独占を徹底させるため、直接管理下にあるもの以外のグローブやナツメグの木を焼き払い、グローブやナツメグのプランテーションを作り上げた。このことは、古くからの貿易の様式を破壊し、全島、特にバンダ諸島の人口を激減させた。
モルッカ諸島の、香辛料貿易の通関港の代表者、ロビン・A.ドンキン（2003）によれば
| 「 | Trade by Europeans between different parts of South and East Asia was often more profitable than supplying the home countries. In the 1530s, the Portuguese shipped substantially more cloves, nutmegs, and mace to India and Hormuz than to Portugal. The buyers in Hormuz were "Moorish merchants who pass[ed] it on, over Persia, Arabia and all Asia as far as Turkey." From at least the seventeenth century, the same products were taken to Bengal by the Portuguese and the Dutch. English merchants found that they sold "Exceedingly well in Surratt" and other Indian and Persian stations. The Dutch between 1620 and 1740 marketed one-third or more of their spices, notably cloves, in Asia: Persia, Arabia, and India. Japan was served by the Portuguese from Macau and later by the Dutch, but the demand for cloves and spices generally was said in the early seventeenth century to be relatively small and prices were consequently low. | 」 |

イギリスの植民地ペナン島は、1786年に胡椒港（ペッパーポート）として開発された。18世紀にフランスの所有地は、極東のオランダ領を積極的に妨害するため移動したイギリスに差し押さえられた。拡大したイギリスの影響力の結果、オランダ東インド会社も弱体化した。

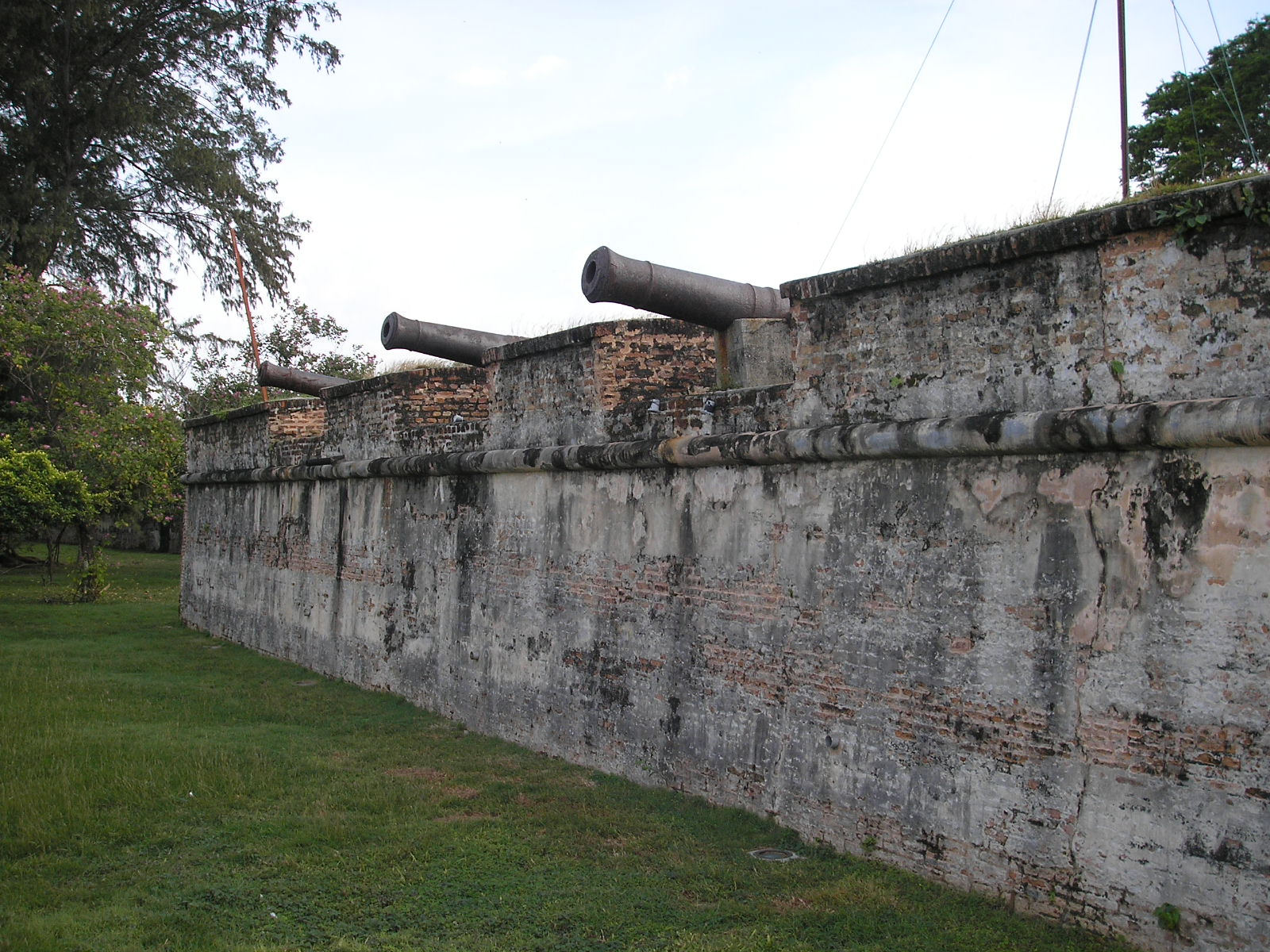
イギリス人はコーンウォリス要塞のような軍駐留地を作り、ペナンの防衛に努めた。

1585年、西インド諸島からジャマイカで育てられたショウガがヨーロッパに到着した。ショウガはインドや中国南部原産種であり、よく成長するとして新世界に持ち込まれたアジアの香辛料であった。18世紀中頃まで、植物は原産国以外ではまともに育たないと考えられており、例えばゲオルク・エーベルハルト・ルンプフ（1627-1702）のような当時著名な植物学者も、この考えを支持していた。しかし、ルンプフの主張は、18世紀前半にはヨーロッパやマレー半島で行われた移植実験の結果より疑われていた。
1815年までには、スマトラ島からナツメグの積荷がヨーロッパに到着した。また、グレナダを始めとする西インド諸島も香辛料貿易に関わるようになってきた。
18世紀前半には、ティモール島産のビャクダンとチベットの香は、中国で珍重されるようになった。ビャクダンは、仏像やその他貴重品の材料となり、東アジアでの需要が生じた。
19世紀前半、アメリカのマサチューセッツのセイラムは、スマトラ島と有益な貿易を行っていた。アチェ王国は、東南アジアにおける香辛料貿易によって強国に成長しており、彼らはオランダの侵略に抵抗して、セイラムの貿易商と関係を築いた。1818年、セイラムからスマトラへの航海は多くは平穏なものであったが、海賊による襲撃が始まり、海賊に襲われたインドやヨーロッパの船員達の話を通して、貿易圏全体に海賊に対する恐怖が広がった。アメリカ合衆国はニューイングランド住民に対する海賊行為や他の敵対行為について、懲罰的手段に出ることにした。特にきっかけとなったのは、スマトラ-セイラム間貿易において最悪の敵対行為とされた「貿易船フレンドシップ号の乗組員5人が殺害された事件」である。
19世紀中頃、冷蔵技術が開発されたことにより、香辛料の消費は全体的に低下し、香辛料貿易は衰退した。

## 文化的な側面
東南アジアのヒンドゥー教や仏教の支配者層は、多額の資金を投資するなど、経済活動や貿易品の消費者として結びつくようになった。このことは、地元の有力者や職人、貿易活動の振興といった地域経済の利益に繋がっていったと考えられる。仏教の教えは海上貿易や貨幣制度の広がり、芸術や教養と平行して伝わっていった。イスラム教は東方へ広がっていき、10世紀には東南アジアへ到達したが、これにはイスラム教徒の貿易商が重要な役割を演じていた。フランシスコ・ザビエルのようなキリスト教宣教師は、東洋へのキリスト教の布教に貿易を役立たせた。また、キリスト教は、モルッカ諸島で信仰されていたイスラム教と競い合ったが、香辛料諸島の人々は容易に両方の宗教を取り込んだ。
ポルトガル植民地には、香辛料貿易に関わるグジャラート人商人、南インドのチェティ人、シリア人キリスト教徒、福建省の中国人、さらにアデンのアラブ人など貿易商達の集落が見られた。インドや、後に中国から、神話や言語および文化が東南アジアに取り入れられた。ポルトガル語の知識は、貿易関係の商取引に必要不可欠なものとなった。
香辛料貿易に関わったインドの商人は、東南アジアにインド料理を運び込んだ。それは今日、マレーシアやインドネシアで、スパイシー料理やカレーとして人気となっている。
ヨーロッパ人はインド人と結婚し、パンの製法 など役立つ調理法をインドに広めた。ポルトガル人もまた酢をインドに広めた。そして、フランシスコ会の修道士達は、ココナッツヤシから酢を製造した。インド料理はヨーロッパの食卓にも見られるようになっていった。1811年までにはイギリスで食べられるようになり、これは社会の上位層、インド料理に興味を持ったり、インドから帰国した人に提供された。